# Onderscheiding der geesten
De onderscheiding der geesten is een theologisch concept. Er wordt het menselijk vermogen mee bedoeld om de verschijningsvormen van goede en kwade geesten en hun invloeden op het menselijk bewustzijn, de verlangens en emoties te onderscheiden en te beoordelen. Dit met het oog op het volgen van de goede geest in het maken van keuzes, zodat die in overeenstemming zijn met Gods heilige wil en daarmee tot het diepste geluk leiden. Het is een begrip dat in letterlijke zin afkomstig is van de geschriften van de apostel Paulus, maar ook door de apostel Johannes in iets andere bewoordingen wordt gebruikt. In zijn Eerste Brief aan de Korinthiërs, 12:10 spreekt Paulus over de speciale gave van de Heilige Geest om de verschillende soorten goede en kwade geesten die mensen bezielen te kunnen onderscheiden. In zijn Eerste Brief, 4, 1-6 spreekt Johannes over een criterium om de geesten te kunnen beoordelen: het al dan niet beamen van de werkelijke incarnatie van Jezus Christus.

## Onderliggende christelijke antropologie
De Bijbelse antropologie kent de invloed van goede en kwade geesten op de psyche en zelfs het lichaam van de mens. Uiteraard leiden deze verschillende invloeden tot innerlijke conflicten; de christen is immers geroepen zich te laten leiden door de Heilige Geest (Vgl. Gal. 5) en door de goede geesten, die ook wel engelen genoemd worden (vgl. de engelenverhalen in de Handelingen van de apostelen: 8:26-27; 10:3-6; 12:7-10). Daarbij moedigt Paulus (Ef. 6:11-12 en Rom. 8:38-39) de volgelingen van Christus aan een geestelijke strijd tegen de  duivels of  demonen te voeren. Deze machten van de duisternis kunnen zich daarbij vermommen als engelen van het licht (II Kor. 11:14), om te proberen de christenen van het volgen van de Heilige Geest af te houden. De invloed van de verschillende soorten geesten op de mens is meer of minder sterk:
- De minste vorm van beïnvloeding vindt plaats door het aan het bewustzijn presenteren van gedachten, ideeën en gevoelens, die zowel inspirerend en opbouwend, als moreel verwerpelijk en afbrekend kunnen zijn. Hierop kan men dan al of niet ingaan. Voorbeelden van dit soort werking van goede geesten vinden we bij Maria, die de blijde boodschap ontvangt (Luc. 1:26-37) en er in vrijheid ja op kan zeggen en bij Petrus die te horen krijgt dat hij moet eten (Hand. 10:13; 11:7), wat hij ook niet kan doen. Anderzijds kunnen mensen bekoord worden door ingevingen van de duivel (zoals Jezus in de woestijn rechtstreeks door de duivel, Luc. 4:1-13) of door de slechte geest in Petrus ("Ga weg satan, terug, want gij laat u leiden door menselijke overwegingen en niet door wat God wil", Mt. 16:23), waarbij ze juist nee moeten zeggen tegen de impuls. Wegens de eventuele dubbelzinnigheid van ingevingen en zelfs profetieën, die mensen kunnen suggereren op een bepaalde wijze te handelen, mogen deze volgens Petrus nooit zonder uitleg zomaar aangenomen worden (II Petrus 1:2-21).
- Een sterkere invloed kan ontstaan, als men zich laat leiden door, of overgeeft aan de ingegeven goede of slechte gedachten en/of gevoelens.[9] In deze zin kunnen zowel goede als kwade geesten je leven gaan bepalen, namelijk in de mate dat je ze zelf de kans geeft of er zelfs om vraagt. In positieve zin werd Elisabeth vervuld met de Heilige Geest en sprak bemoedigende woorden (Luc. 1:41); Petrus kreeg inzicht in de ware aard van Christus en sprak dat uit (Mt. 16:17); gelovigen kunnen tijdens vervolgingen rekenen op de steun van de Heilige Geest, waaraan ze zich kunnen overgeven (Markus 13:11); ook in de jonge Kerk werden veel mensen vervuld door de Heilige Geest (Hand. 16:6; 19:5-6; Gal. 5:16-26). Voorbeelden in negatieve zin zijn de apostel Judas Iskariot, aan wie de duivel had ingegeven Jezus te verraden, waarop hij zijn voorbereidingen trof (vgl. Joh. 13:2), en Hand. 5:3, waar Petrus stelt dat Ananias zijn hart heeft laten vullen met de satan en daardoor gelogen heeft tegen de Heilige Geest. Ook Paulus verwijt dat de Efeziërs zich hebben laten leiden door de geesten van de wereld (Vgl. Ef. 16:2,1-3). Het toelaten van de boze geest kan ook ziekte veroorzaken, hoewel we moeten oppassen dat de ziekte niet per definitie wordt geïdentificeerd met de invloed van een geest.[10]
- Dan volgt de derde fase, waarin de satan het motorisch systeem van het lichaam werkelijk in bezit kan nemen, zonder dat men het uit zichzelf terug kan veroveren. Dit gebeurde met Saul, toen die David met zijn lans aan de wand wilde steken (I Sam. 19,18-20) en met Judas na het ontvangen van het brood uit de hand van Jezus tijdens het laatste avondmaal (vgl. Joh. 13,27). De mogelijkheid van een dergelijke werkelijke overname door duistere machten, d.w.z. bezetenheid, wordt bevestigd door de vele exorcismen en duivel uitdrijvingen[11] door Jezus (Mat. 8:28-34; 17:14-21; Markus 1:34; Lukas 8:26-36).[12] Jezus zelf theologiseert dat de duivel niet zichzelf kan uitdrijven (Luc. 11:14-26). Ook de leerlingen van Jezus krijgen de macht duivels uit te drijven (Mt. 10:1-8). Voorbeeld van een demonische obsessie en de bevrijding ervan door de apostelen is het uitdrijven van een 'waarzeggende' geest uit een vrouw (Hand. 16:16-19). Pseudo-duiveluitdrijvers worden zelf slachtoffer van de bezetene (Hand. 19:13-17). De christenen menen dat Jezus' macht om duivels uit te drijven via de apostelen is doorgegeven, en nog steeds aanwezig is in de Kerk. Het kerkelijk exorcisme bestaat derhalve al 20 eeuwen.[13] Omgekeerd kan ook de Heilige Geest iemand 'in bezit nemen' door bv. iemand in extase te brengen, waarbij het gevoel van ruimte en tijd verdwijnt. Dit wordt o.a. beschreven door de apostel Paulus (II Kor. 12:4).[14]
- Deze drie fasen kunnen ook door meerdere mensen tegelijk worden beleefd. Zo kan een groep mensen of zelfs een bevolkingsgroep of natie in een bepaalde geestelijke sfeer boven zichzelf uitstijgen (vgl. Hand. 2:4; 4:32; 8:17), maar ook in een roes komen waarin ze tot vreselijke dingen in staat zijn (Hand. 7:57).

De onderscheiding der geesten kan in alle fasen plaatsvinden. 
Uiteraard is er discussie over de objectieve realiteit van engelen en duivels; de onderscheiding kan echter volgens sommigen ook gedaan worden als men niet in het objectieve bestaan van geesten gelooft. Deze opvatting kan soms de weg naar de dialoog met de moderne psychologie vergemakkelijken, terwijl anderzijds de psychologie vaker best wel openstaat voor het accepteren van geestelijke entiteiten die invloed uitoefenen op de stemming van mensen.

## Onderscheiding der geesten in de H. Schrift
De onderscheiding der geesten wordt in de Bijbel op meerdere wijzen verwoord.

#### Oude Testament
In het Oude Testament vinden we koning Salomon, die aan God om de gave van onderscheiding vraagt (I Kon. 3,7-12). God spreekt zowel door de profeten, als in het hart van de mens. Op beide terreinen is onderscheiding nodig. Criterium voor het onderscheiden van ware en valse profeten, is het feit of de voorspellingen van de profeet uitkomen (Deut. 18,21–22; Jer. 28:9 en 32,6–8). Jeremia 23,9-32 is een locus classicus tegen de valse profeten, waar nog andere criteria worden genoemd: ze aanbidden de valse goden (Baäl), ze verkondigen goed nieuws in plaats van oordelen, ze vertonen immoreel gedrag of werpen zich op ter verdediging ervan. De juiste onderscheiding van geesten in het hart van de mens is te beoordelen aan de uitwerking ervan in het alledaagse leven. Veel criteria worden gegeven in het Boek Spreuken en het boek De Wijsheid van Jezus Sirach.

#### Nieuwe Testament
"Onderzoekt alles, en behoudt het goede" (I Thess. 5:21), stelt Paulus. Het testen, beproeven of onderzoeken (dokimazein) van de invloeden van geesten is in het Nieuwe Testament vaker aan de orde, m.n. bij Paulus en Johannes. De precieze term "onderscheiding der geesten" (diakriseis pneumatoon) komt in het Nieuwe Testament slechts eenmaal voor, en wel in I Kor. 12:10, waar het een gave van de Heilige Geest is. In I Kor. 12:3 had Paulus echter al gesproken over het feit dat niemand "Jezus is de Heer" kan zeggen, dan tenzij door de Heilige Geest.  In zijn Brief aan de Romeinen 8:5v. komt het criterium aan bod dat het verlangen naar materiële of geestelijke dingen afhankelijk is van de soort geest die ons bezielt, en in 12:2 stelt hij dat het onderzoek (dokimazo) naar de wil van God nodig is. Ook moet met onderscheid maken tussen de verschillende opinies (diakriseis dialogismón) (Rom. 14,1). Aan de Efeziërs zegt hij dat men moet zoeken naar wat God aangenaam is (Ef. 5:10). In de Brief aan de Filippenzen 1:9-10a wenst hij dat christenen uitzoeken (dokimazein) wat het beste is. De onderscheiding wordt daar in één adem genoemd met het bezitten van de liefde. De Thessalonicenzen roept Paulus op de geesten van de profetieën te onderzoeken (dokimazein) en te behouden wat goed is (I Thess. 5:21-22). In de Brief aan de Hebreeën 5:14 wordt gesproken over het vermogen van de gevorderden een onderscheid (diakrisis) tussen goed en kwaad te maken. 
In I Joh. 4:1v stelt de apostel Johannes, dat we bij profetieën de geesten, die de profeten bezielen, moeten onderzoeken, of ze uit God zijn of dat leugengeesten er de oorzaak van zijn. Criterium is of de geest beweert dat Jezus echt vlees is geworden. In zijn Apocalyps zijn er volgens de Antroposofie meerdere criteria te vinden.
Een criterium om te bezien of ingevingen en profetieën van God zijn, is of een eventuele invloed van de suggestieve macht goede of slechte vruchten voortbrengt (Vgl. Mt. 7:15-20 en 27-30; 12:33; Lukas 6:43-44). Meer specifiek geeft Gal. 5:19-21 de vruchten van de geest van zelfzucht en Gal. 5:22-23 de uitwerkingen van de Heilige Geest. De Brief van Jakobus 3:13-18 geeft tevens aan waaraan de hemelse en duivelse wijsheden te onderscheiden zijn: "...als ge in uw hart bittere naijver en eerzucht koestert, laat dan die grootspraak die in strijd is met de waarheid achterwege. Die wijsheid komt niet van boven, ze is aards, ongeestelijk, ja duivels. Want waar naijver en eerzucht heersen, daar treft men ook onrust aan en allerlei minderwaardige praktijken. De wijsheid van omhoog is vóór alles rein, maar ook vredelievend, vriendelijk, altijd voor rede vatbaar, rijk aan barmhartigheid en vruchten van goede daden, onpartijdig en oprecht!" Belangrijk is er steeds op te letten dat de boze geest zich kan voordoen als een engel van het licht (II Kor. 11:14). Daarom is in het proces van onderscheiding de Kerkgemeenschap van wezenlijk belang. Geen profetie kan zomaar eigenmachtig worden uitgelegd... (II Petrus 1:20). Petrus vervult daarbij een centrale rol (Mt. 16:17-19), maar ook de episkopoi, de  bisschoppen hebben hun verantwoordelijkheid (I Tim. 4:1v).

## Onderscheiding der geesten in de Oude Kerk
De eerste christenen leefden in een pluralistische maatschappij. Ze kwamen regelmatig bijeen in synoden om gezamenlijk de Heilige Geest te onderscheiden bij beslissingen (Vgl. Hand. 15). Onderscheiding ten aanzien van het kunnen accepteren of verwerpen van profetieën en allerlei andere meningen was cruciaal om Christus' boodschap integraal en zuiver te bewaren. Verschillende woenstijnvaders spreken over de onderscheiding der geesten, niet op de laatste plaats omwille van hun existentiële religieuze ervaringen in de geestelijke strijd. De geestesgaven moesten niet worden verward met psychische aandoeningen. Hierbij is uiteraard een zich ontwikkelende pneumatologie, angelologie en demonologie van belang. Ook de kerkvaders laten zich niet onbetuigd. Allereerst uiteraard in hun commentaren op de relevante Bijbelteksten, maar ook in afzonderlijke geschriften en preken. In de Brief van Barnabas (70-136) wordt gesproken over het onderscheiden van de engel van het licht en die van de duisternis (18,1). De Didachè (eerste helft 2e eeuw) spreekt in de eerste zes hoofdstukken over de twee wegen: van het leven en de dood; er worden criteria aangeboden voor de onderscheiding van degenen die pretenderen te spreken namens God. In een ander anoniem geschrift, de Herder van Hermas (eerste helft 2e eeuw), lezen we:

Hoe, dan, ... zal ik de werking kennen van deze twee soorten engelen die in mij verblijven? Hier, zei hij, de engel van gerechtigheid is delicaat, bescheiden, vriendelijk en rustig. Wanneer deze het hart binnenkomt, dan spreekt hij meteen tot je over rechtvaardigheid, van zuiverheid, van heiligheid en tevredenheid, van elke rechtvaardige daad. Wanneer al deze dingen in je hart binnenkomen, dan weet je dat de engel van gerechtigheid bij je is. Nu, kijk ook naar de werken van de engel van het kwaad. Ten eerste is hij ongedurig, bitter en betekenisloos, en zijn werken zijn slecht, ze onderwerpen de dienaren van God... Telkens als een uitbarsting van boosheid of bitterheid over je komt, weet dan dat hij in je is.

 Justinus de Martelaar (100-165) spreekt van exorcismen, die in zijn tijd in Rome heel normaal waren, als een gave van de Heilige Geest. Tertullianus (160-230) kent de noodzaak van de gave van het onderscheiden der geesten bij het beoordelen van de verschillende inspiratoren van dromen in zijn beschrijving van het martelaarschap van Perpetua (+203) (hoewel anderen claimen dat dit verhaal van Perpetua zelf is). Origenes (185-254), in zijn Peri Archoon, m.n. III,1, verwoordt de leer van de Schrift over de onderscheiding. Hij ziet de mens als staande tussen de goede en kwade geesten, met een vrije wil om tussen dezen te kiezen. Hij heeft op dit gebied veel invloed gehad op latere vaders en Ignatius van Loyola. De woestijnvader Antonius (251-356) geeft een uitgebreide beschrijving van de onderscheiding in zijn brieven, en biedt aanwijzingen de geesten te onderscheiden. Zo zijn: constant klagen, elkaar beschuldigen, naar het uiterlijk oordelen, afgunst, etc. uitingen van de boze geesten. Athanasius (295-373), in zijn Leven van Antonius geeft voorbeelden van het onderscheiden der geesten in het leven van Antonius, maar ook verschillende aanwijzingen voor de onderscheiding der geesten. In de Latijnse versie van dit verhaal komen de invloeden van de goede geest, nl. "non turbatus, tranquillus, gaudium, fiducia in animo, exsultatio, mens non turbida, sed lenis et placida, desiderium rerum divinarum, securitas animae" en van de boze geest: "mens turbata, cum sono et clamore, trepidatio, timor animae, cogitationes sine ordine, concupiscentia malorum, cordis hebetatio", duidelijk naar voren. Voor hem leidt de onderscheiding uiteindelijk tot de deïficatie, het op God gelijkend worden. Evagrius Ponticus (345-399), ook gevormd door St. Antonius, legt een basis voor de praktische onderscheiding der geesten door zijn analyse van slechte gedachten ('noèmata', 'logismoi') en de aanwijzingen voor het afwijzen en bestrijden van de verleidingen van de boze, waarbij hij ook invloed heeft gehad op Johannes Cassianus en Ignatius van Loyola. Hij legt de basis voor de latere lijst van zeven hoofdzonden door acht slechte gedachten of passies te onderscheiden die van God afleiden, een onderscheiding die een grote invloed had op de ascetische literatuur na hem: gulzigheid, overspel, hebzucht, kwaadheid, verdriet, luiheid, ijdele glorie, trots. Een voorbeeld van hoe Evagrius zich de invloed van de boze geest op de geest van de mens voorstelt, is:

Als de geest eenmaal zuiver in gebed is, zonder interferentie van de passies, vallen de demonen niet meer van links, maar van rechts aan. Ze stellen een zeker goddelijk verschijnsel voor, of een vorm waarbij de zintuigen zich thuis voelen, zodat de geest denkt dat het zijn doel door middel van gebed volmaakt bereikt heeft. Een ervaren asceet zei dat dit komt door de passie van ijdele glorie en omdat de demon die zich vasthecht aan een plaats rond de hersenen een trilling veroorzaakt in de aderen.

Augustinus (354-430) probeert in zijn De divinatione daemonum het werken van de kwade geesten in de menselijke geest te verklaren en geeft adviezen hoe ze te onderscheiden. Over hun werking schrijft hij dat zij in staat zijn om in iemands gedachten te kruipen en hen te beïnvloeden door innerlijke beelden, zodat ze kwade daden gaan doen (5.9). Hij maakt een onderscheid tussen de uiterlijke en innerlijke criteria van de onderscheiding. Johannes Cassianus (360-435) bevestigt in zijn Collationes oftewel Gesprekken dat Antonius, de woestijnvader, de gave van de onderscheiding als de hoogste van alle genadegaven zag; ze is de moeder, de bewaakster en de gids van alle deugden. Immers, of we nu vasten, bidden of aalmoezen geven, het de juiste maat weten te houden is belangrijker dan de werken zelf. Hij kende de noodzaak van deze gave voor het geven van geestelijke leiding. Voorwaarde voor een goed kunnen onderscheiden van de geesten die je bezoeken, is de deugd van nederigheid. Deze uit zich onder andere in twee gedragswijzen: nooit alleen besluiten nemen zonder het advies van wijze christenen, en je bekoringen en fouten open leggen bij je geestelijk leidsman (Gesprekken, 2,10-13). Benedictus van Nursia (480-547) neemt in zijn Regel, hoofdstuk 64 de uitdrukking discretionis matris virtutum, de onderscheiding is de moeder van de deugden, waarschijnlijk over van Cassianus' Tweede conferentie. De heilige paus Gregorius de Grote (540-604) legde het verband tussen eigen religieuze ervaring, de nederigheid, de gave van onderscheiding bij het lezen van de Schrift en de begeleiding van mensen bij het onderscheiden van deugden en ondeugden. Johannes Climacus (575-650) heeft in zijn Ladder de 26e plaats toegekend aan de onderscheiding, de op vier na hoogste trede van volmaaktheid. Johannes Damascenus (675/76-749) bevestigt dat de deugd van de onderscheiding de grootste deugd is en geeft praktische aanwijzingen hoe met de verschillende slechte gedachten en passies om te gaan. Deze kerkvader spreekt van de volgende fasen van het ingaan op de bekoring: provocatie, koppeling, worsteling, passie, instemmen (wat erg dicht bij uitvoeren komt), actualiseren, en gevangenschap. Hij legt de nadruk op de nederigheid als voorwaarde om zuiver te kunnen onderscheiden.

## Onderscheiding der geesten in de middeleeuwen
De monastieke traditie zette in de middeleeuwen de methoden van de onderscheiding der geesten voort. Monniken en hun abten hadden immers vaker met dromen en visioenen van doen, zoals bv. het geval was bij St. Norbertus van Gennep (van Xanten) (1080-1234). Maar ook andere stichters en vertegenwoordigers van nieuwe orden, zoals Bernardus van Clairvaux (1090-1153) en zijn volgelingen, Cisterciënzers als Aelred van Rievaulx (1110-1167) kenden de onderscheiding, zoals ook Sint Franciscus van Assisi (1181-1226), St. Bonaventura (1221-1274) en de Franciscanen, St. Dominicus (1170-1221) en Dominicanen als St. Thomas van Aquino (1225-1274), Meester Eckhart (1260-1328) en Johannes Tauler (ca. 1300-1361) naast Augustijner Koorheren als de provinciaal Heinrich von Friemar der Ältere (1245-1340), die als eerste een monografie schreef over de onderscheiding der geesten, De quattuor instinctibus (scilicet divino, angelico, diabolico et naturali) (1315), en wel over de vier onderscheiden invloeden op de geest: de goddelijke, engelachtige, duivelse en de natuurlijke. Zijn orde- en naamgenoot, Heinrich von Friemar/Henricus de Vrimaria (der Jüngere) (1285-1354), schreef het invloedrijke De spiritibus, eorumque discretione libri 2. Jan van Ruusbroec (1293-1381), die met name in zijn boeken die geestelike brulocht en Vanden blinkenden steen over onderscheiding spreekt, vooral over die tussen de ware en valse mystiek, is terughoudend in het concrete toepassen ervan: hoewel een distinctio vaak wel mogelijk is, is discretio slechts voor een paar mensen en dan nog voor bepaalde perioden weggelegd. Duidelijk is wel dat de geestelijk leidsman de gave van de onderscheiding moet bezitten. Birgitta van Zweden (1303-1307) spreekt in haar vierde boek van haar openbaringen over de onderscheiding van de goede en de kwade geest. Catharina van Siena (1347-1380) kende aan de onderscheiding een belangrijke plaats toe als een van de drie belangrijkste deugden: het is de tak aan de boom van liefde die gegrond is in de nederigheid. Zij regelt de liefde tot de naaste en de strengheid van de boetedoeningen. Een Karthuizer, Ludolf van Saksen (1295/1300-1377), schreef zijn beroemde en invloedrijke Vita Christi en 13 gebeden om de onderscheiding der geesten, die een grote invloed uitgeoefend hebben op Ignatius van Loyola. Een belangrijke bijdrage tot het verder uitdiepen van dit onderscheidingsproces leverde de Augustijn Heinrich von Langenstein (1325-1397), met zijn Traktaat De discretione spirituum, waarin ook hij de onderscheiding als onderdeel van zijn theologie en spiritualiteit een aparte plaats gaf. Thomas a Kempis (1380-1471) veronderstelde in zijn De navolging van Christus de invloed van verschillende geesten (vgl.: "Het is moeilijk naar waarheid te beoordelen of een goede geest ofwel een andere u aandrijft om dit of dat te verlangen en ook of ge misschien slechts door uw eigen geest bewogen wordt" (BK III,15,6).) en gaf veel aanwijzingen over de verschillende uitwerkingen van deze geesten op de menselijke natuur en de genade (Bk. III, 53-54). De discretio speelde een niet onbelangrijke rol in de hervormingsbeweging van de Moderne Devotie waar A Kempis deel van uitmaakte. Het gaat daarbij om een gesprek over een tekst, veelal uit de Schrift, waarbij de verschillende interpretaties als verschillende perspectieven een diepere betekenis doen ontdekken, vooral in de praktijk van het geestelijk gesprek, de collatio. Samen met Geert Grote (1340-1384), de grondlegger van de beweging, en tijdgenoot Gerlach Peters (1378-1411) zou A Kempis met zijn leer een grote invloed uitoefenen op Ignatius van Loyola en de Jezuïeten.
In dit tijdsgewricht was er veel aandacht voor de 'discretio' in de individuele geestelijke begeleiding, de werking van geesten en - vooral in de late middeleeuwen - de duivel, bezetenhed en exorcismen. Heksenprocessen moesten uitmaken of en in hoeverre de vrouw de boze had opgeroepen of toegelaten en deze haar in bezit had genomen. De rechters kenden eigen methoden van onderscheiding. Ook mystici, zoals de heilige Juliana van Norwich (1342-1416), Margery Kempe (ca. 1373 – ca. 1440) en de zalige Erminia van Reims (1347-1396) hadden visioenen, waarvan de kerk wilde weten of deze nu het gevolg waren van mentale ziekten of van boze of de goede geesten. In het proces van Jeanne d'Arc (1412-1431) komen deze lijnen bij elkaar. Het is met name de Parijse hoogleraar Johannes Gerson (1363-1429) geweest die zich zeer heeft verdiept in deze materie, overigens niet zonder zich op het Concilie van Konstanz (1414-1418) te vergissen in de beoordeling van St. Birgitta van Zweden (1303-1373) en St. Catharina van Siena (1347-1380).

De renaissance filosoof Marsilio Ficino (1433-1499) nam als vanzelfsprekend aan dat geesten de verbeeldingskracht kunnen beïnvloeden. In de Late Middeleeuwen werden er zo niet voor niets verschillende traktaten over de onderscheiding geschreven. Dionysius de Karthuizer († 1471), de grote compilator van theologische visies in deze periode, heeft vele van de middeleeuwse traktaten zelfs gedeeltelijk letterlijk overgenomen in zijn De discretione et examinatione spirituum en hen voorzien van een kritisch commentaar. Op nog vele andere plaatsen schreef hij over de discretio, waarbij de samenhang met de deugd van prudentia vaker aan de orde kwam.

## Onderscheiding der geesten in de Nieuwe Tijd
De nieuwe tijd had, ondanks de kritiek op het bestaan van geesten in de Verlichting, veel aandacht voor de onderscheiding der geesten. Niet alleen was het geloof in bezetenheid, heksen en spoken nog levendig, waardoor onderscheiding belangrijk bleef. Ook de reformatie noodzaakte de institutionele en individuele onderscheiding der geesten, om de juiste leer en leven als christen te kennen en realiseren. Zo was de reactie van de theoloog Gisbertus Voetius (1589-1676) tegen René Descartes' rationalisme begrijpelijk.

#### Katholiek
Degene die verantwoordelijk is voor de brede verspreiding van de praktijk van de onderscheiding der geesten in de katholieke Kerk, is de heilige Ignatius van Loyola (1491-1556). In zijn autobiografie beschreef hij hoe hij op zijn ziekbed in het kasteel van zijn vader te Loyola, na het lezen van verschillende soorten literatuur, verschillende uitwerkingen ervan als troost en troosteloosheid in zijn ziel opmerkte. Na het lezen van Bijbelverhalen, het Leven van Christus van Ludolf van Saksen, de Navolging van Christus van Thomas a Kempis (1380-1471) en heiligenlevens uit de Gouden legenden: het leven van de heiligen van Jacobus de Voragine (1228-1298) voelde hij blijvende troost, terwijl hij zich onrustig en troosteloos voelde na het lezen van o.a. ridderromans. Deze ervaringen, meer nog dan de traditie voor hem, heeft hij later uitgewerkt bij zijn verblijf in Manresa, waar hij zijn Geestelijke oefeningen schreef,, met de belangrijke regels voor de onderscheiding (nrs. 314-336). In de Oefeningen zijn belangrijke uitgangspunten voor de onderscheiding het blijven binnen de kaders van de Rooms-Katholieke Kerk en het onverschillig zijn, oftewel de positieve vrijheid hebben ten aanzien van wat God zou kunnen vragen, zodat men werkelijk open staat voor wat het doel van ons leven werkelijk dient (vgl. nr. 23, de grondslag van de Geestelijke oefeningen). Deze regels past hij zelf toe in zijn Constituties, geeft ze verder aan degenen die ze willen gebruiken in hun leven als Jezuïet en in het algemeen in zijn brieven ter onderscheiding van geestelijke ervaringen, en schenkt ze als handvatten aan geestelijk begeleiders. Overigens was hij realist genoeg om ook het tekort aan vermogen tot onderscheiding te laten aanvullen door de deugd van de gehoorzaamheid. Zijn volgelingen, zoals de Jezuïeten Peter Faber (1506-1546), Jerome Nadal SJ (1507-1580), Francisco Suárez(1548-1617), Luis de la Puente (1554-1624), die in zijn Guía espiritual opmerkt dat de innerlijke bewegingen van de ziel, die veroorzaakt worden door de goede engel, veel gelijkenis vertonen met goddelijke inspiraties, want het is de boodschapper van God die ons van binnenuit de wil van God leert kennen en ons opwekt hem te realiseren", Louis Lallemant (1588-1635), Claude de la Colombière (1641-1682) en Claude de la Clorivière (1735-1820) pasten de methode van onderscheiding der geesten van Ignatius toe in het geven van geestelijke begeleiding. In de tijd van Lallemant groeide de Sociëteit van Jezus zo snel, dat ze gevaar liep deze, haar kernwaarde: mensen coachen bij onderscheiding, te verliezen in activisme. De toenmalige 5e generaal Claudio Acquaviva (1543-1615, generaal vanaf 1581) heeft dit in goede banen weten te leiden. De invloed van Ignatius is niet beperkt gebleven tot de Jezuïeten. Ook St. Theresia van Avila (1515-1582), St. Philippus Neri (1515-1595), St. Johannes van het Kruis (1542-1591) en St. Franciscus van Sales (1567-1622), die 12 criteria gaf in zijn Inleiding tot het devote leven en de vrijheid - die onderscheiding zowel veronderstelt als oplevert - onderstreepte, namen zijn richtlijnen over.  Een concrete veroordeling op grond van publieke onderscheiding der geesten was die van Alfonsina Rispoli oftewel Rispola (Napoli, 1553 - Napoli, post 1611). De Jezuïeten en Franciscanen praktiseerden exorcismen, ook in de pas-ontdekte gebieden, zoals in Mexico.
In de zeventiende eeuw bestond er ook buiten de orde van de Jezuïeten ruime aandacht voor de onderscheiding. Zo kende St. Vincentius a Paulo (1581-1660) de onderscheiding der geesten. Kardinaal Giovanni Bona (1609-1674), uit de orde van de Cisterciënzers, schreef in 1672 in briefvorm aan St. Bernardus van Clairvaux een artikel over de onderscheiding der geesten. en schreef er later een tractaat over. De kennis van de onderscheiding bleef echter niet beperkt tot priesters. Zusters waren er goed van op de hoogte, en konden er dankbaar gebruik van maken.
In de achttiende eeuw blijft deze interesse. Een bekend Italiaans geestelijk schrijver, Giovanni Battista Scaramelli, SJ (1688-1752) heeft vlak voor de Franse Revolutie (Venetië, 1753) een invloedrijk boekje geschreven over de onderscheiding der geesten. Ook werkte toen de heilige Alfonsus van Liguori (1696-1787), de stichter van de Redemptoristen, die Gods wil boven alles stelde, en de desolatio, de troosteloosheid, als een van de tekenen van de verwijdering van God beschouwde. Hij gaf aanwijzingen voor het maken van de juiste keuzen inzake de levensstaat of roeping. St. Gaspar Bertoni (1777-1853) kende een grote rol toe aan de gevoeligheid voor de Heilige Geest. Jan Philip Roothaan, S.J. (1775-1853), de 31e generaal van de Jezuïeten, en wel de tweede stichter genoemd, merkte op dat velen de bewegingen van de ziel niet eens bemerken. In Ars-sur-Formans was het de heilige pastoor van Ars (1786-1859), die de gave van onderscheiding der geesten bezat als onderdeel van zijn buitengewone kennis van de zielen die bij hem kwamen biechten. De heilige John Henry kardinaal Newman (1801-1890) kende de "imaginative discernment", de onderscheiding van de verbeelding. Hij was overtuigd van de werking van de engelen, niet alleen in de verbeelding van de mens, maar ook in de natuur.

#### Protestant
In de protestantse kerkgenootschappen kende men het begrip eveneens. Maarten Luther (1483-1546) bracht de onderscheiding der geesten enerzijds in verband met de twijfel over de verlossing, die haar oorsprong ongetwijfeld in de influisteringen van de duivel vindt, en anderzijds met de vertrouwvolle uitroep van ons hart 'Abba, Vader' die zeker alleen van de Heilige Geest kan komen. Johannes Calvijn zag de werking van de Heilige Geest bij het onderscheiden van de juiste interpretatie van de Heilige Schrift. Gisbertus Voetius (1589-1676) en zijn leerling Martinus Schoock (1614-1669) hadden in Utrecht stevige discussies met René Descartes (1596-1650) en zijn leerlingen over de discretio spirituum: Descartes' sceptische houding uit angst voor de bedrieglijke "Demon" is zelf een slechte geest, die via het enerzijds ontkennen van de waarde van de zintuigen en anderzijds het overdreven rationalisme leidt tot atheïsme en egocentrisme.   Uiteraard kon naast de noodzaak tot onderscheiding van de engelen van het licht de vraag naar het onderscheiden van Gods wil niet uitblijven bij het ontstaan van de Kerk van Engeland. Helaas werd er in de wederzijdse strijd tussen katholieken en protestanten niet altijd een taal gebruikt die door een christelijke onderscheiding zou kunnen worden goedgekeurd. Hoewel het niet direct voor de hand lijkt te liggen, wordt er tegenwoordig zelfs gekeken naar overeenkomsten tussen de opvattingen van Luther en St. Ignatius. Sommige reformatoren zagen de gave van onderscheiding echter als een genade die in de oude Kerk nodig was om goede en slechte bedienaren van het evangelie te onderscheiden, maar in hun eigen tijdsgewricht niet meer zo nodig was.
Mennonieten waren zich al in de 16e eeuw bewust van rol van de Heilige Geest in hun groepsbeslissingen. De Quakers kenden al vroeg in de tweede helft van de 17e eeuw de noodzaak van onderscheiding der geesten. Ze worden ook nu nog ten voorbeeld gehouden m.b.t. hun gemeenschappelijk proces van onderscheiden, zoals ten aanzien van de richtlijn om geen besluit te nemen zonder dat de hele groep een diepe innerlijke vrede voelt. Jonathan Edwards (1703-1758) gebruikte de onderscheiding der geesten bij zijn vraag naar de zekerheid van de redding.

## Onderscheiding der geesten in de Nieuwste Tijd
In de 20e eeuw is er veel aandacht geweest voor de mystieke theologie. Met name de onderscheiding tussen echte mystieke ervaringen en hun menselijke en diabolische tegenhangers was van praktisch belang bij het begeleiden van de vele religieuzen, zoals St. Gemma Galgani (1878-1903). De kapucijn St. Pater Pio van Pietrelcino (1887-1968) bezat in de ogen van rooms-katholieken de gave van onderscheiding der geesten als geen ander, wat met name tot uitdrukking komt in zijn brieven aan zijn geestelijk leidsman en aan zijn geestelijke kinderen.
Ook moderne theologen hebben zich ermee beziggehouden, zoals de proces-theoloog Alfred North Whitehead (1861-1947) en de apologeet C.S. Lewis (1898-1963). Bekend is het gebed om onderscheiding van Reinhold Niebuhr (1872-1971): "God, geef me de genade om met rust de dingen te accepteren die niet veranderd kunnen worden, de moed om de dingen te veranderen waarvoor het nodig is, en de wijsheid om het verschil te kennen." De Lutherse Theoloog en martelaar van het Nazi-regime Dietrich Bonhoeffer (1906-1945) kende de onderscheiding als de weg naar de wil van God in het persoonlijke leven in de unieke omstandigheden van ieders leven.
Veel godsdienstwetenschappers, zoals William James (1842-1910), Rudolf Otto (1869-1937) en Evelyn Underhill (1875-1941), erkenden het belang van de onderscheiding der geesten in de religieuze ervaringen, omdat sommige van de duivel kunnen komen. Cultureel antropologen erkennen bezetenheid, die echter pas met speciale criteria kan worden vastgesteld.
Het Tweede Vaticaans Concilie (1962-1965) heeft in haar decreet Gaudium et Spes aandacht gevraagd voor het geweten als de diepste bron van de stem van God. Theologen als de jezuïet Karl Rahner (1904-1984) en de dominicaan Yves Congar (1904-1995) verdiepten de theologische reflectie. St. Jozefmaria Escrivá (1902-1975) schreef dat de verering van Maria in een gemeenschap een teken is van de aanwezigheid van de goede Geest. Hij kende bij de geestelijke leiding ook aan niet priesters een eigen taak toe. Paus Johannes Paulus II (1920-2005) heeft in 1987 in de Dom van Speyer naar de heiligen Rupert Mayer (1876-1945) en Edith Stein (1891-1942) verwezen die tijdens de Tweede Wereldoorlog een onderscheid konden maken tussen de door propaganda veroorzaakte waan van de dag en de op God gerichte natuur van de mens. Madeleine Delbrêl (1904–1964) voelde zich speciaal geleid door de kracht van de Geest die uitgaat van de Eucharistie, om zich zo maatschappelijk te oriënteren en engageren.

## Tegenwoordige christelijke visies
- De officiële katholieke kerk staat voor onderscheiding der geesten. De huidige Paus Franciscus, een Jezuïet, laat er zijn eigen keuzen en leefwijze als paus door bepalen[217] en wijst op de noodzaak ervan in zijn apostolische adhortaties Evangelii gaudium,[218] Amoris laetitia[219] en Gaudete et exultate, in preken,[220] toespraken,[221] retraites,[222] de synodale weg,[223] en algemene audiënties.[224]
- Congregaties en dicasteries van de H. Stoel spreken er over.[225]
- Bisschoppen worden geacht de onderscheiding der geesten te kunnen toepassen.[226]
- Uiteraard zijn de generale oversten[227] aangepaste constituties,[228] algemene congregaties,[229] oversten,[230] onderwijsinstellingen,[231] en de leden[232] van de door de St. Ignatius opgerichte orde van de jezuïeten nog steeds gespecialiseerd in de onderscheiding der geesten.[233] Het is voor jonge Jezuïeten zelfs hun motivatie Jezuïet te worden.[234]
- Andere religieuze gemeenschappen en instituten kennen deze wijze van openstaan voor Gods wil eveneens.[235]
- In de katholieke Kerk worden nieuwe theologische stromingen onderscheiden op hun conformiteit met de geloofsleer.[236] Zelfs theologen als Hans Urs von Balthasar (1905-1988) ontkomen niet aan vraagstellingen m.b.t. hun leer.[237]
- Ook ten aanzien van de verschillende echte en vermeende verschijningen van Jezus, Maria en andere heiligen, is de Katholieke Kerk expliciet en formeel bezig met de onderscheiding van de waarheid of valsheid van deze openbaringen.[238]
- In het kerkelijk recht ziet men de onderscheiding in toenemende mate als onderdeel van de beoordeling van de geldigheid van het huwelijk.[239]
- In de oecumene zou, volgens kardinaal Kurt Koch, de voorzitter van de Pauselijke Raad voor de Eenheid van de Christenen, de onderscheiding der geesten een grotere plaats moeten krijgen.[240] Deze oecumenische dimensie omvat ook de reactie op de New Age praktijken, waarbij inmiddels een interkerkelijke werkgroep criteria heeft ontwikkeld.[241]
- Noodzakelijk onderdeel van de interreligieuze dialoog zou volgens kardinaal Karl Lehmann de onderscheiding der geesten dienen te zijn.[242]
- De pneumatologie, als leer van de Heilige Geest, ontwikkelt zich nog steeds.[243]
- Voor de pastoraal in de Kerken en kerkgenootschappen is het belangrijk dat degenen die een (gewijd) ambt vervullen en de leken goed samenwerken, waarbij ieders talenten en verantwoordelijkheden tot ontplooiing kunnen komen. Deze coöperatie kan zeer bevorderd worden door te zoeken naar de convergerende leiding van de Heilige Geest in groepsonderscheiding.[244]
- De ontwikkeling van pastorale programma's in nieuwe parochie-verbanden kan geholpen worden door de onderscheiding der geesten.[245]
- De protestants-christelijke charismatische vernieuwing kende het begrip in toenemende mate betekenis toe, juist vanwege de verschillende manifestaties van de Heilige Geest in enthousiasme,[246] profetieën,[247] genezingen, spreken in tongen, heilige lach,[248] neervallen in de Geest, etc.,[249] en de noodzaak deze te onderscheiden van de werking van de boze geesten of de menselijke geest zelf.[250] Ook het onderscheiden van demonische bezetenheid[251] en geestesziekte is er van groot belang.[252] De onderscheiding helpt niet slechts bij het bepalen van de authenticiteit van ambten,[253] maar tevens bij het bepalen van de juiste liturgie,[254] om de juiste existentiële keuzes te maken in het leven,[255] en om het leven van de Kerk te vitaliseren.[256] Nogal wat charismatici en leden van Pinksterkerken menen dat door de gave van de onderscheiding der geesten sommige mensen geesten kunnen zien, zoals Elisa de hemelse legerscharen waarnam (2 Kon. 6,15-17).[257] Er zijn ook charismatische instituten die inmiddels hun eigen methoden van onderscheiding gebruiken om instituten met onjuiste onderscheiding te identificeren.[258]
- De katholieke charismatische vernieuwing, gestart in 1967 aan de Duquesne University te Pittsburgh, kent omwille van diezelfde redenen een eminent belang toe aan de onderscheiding van de geesten.[259]
- De Orthodoxe Kerken kennen het begrip ook,[260] en gebruiken het o.a. om bepaalde charismatische stromingen als anti-christelijk te betitelen.[261] Zij kent de traditie van starets, en veronderstellen deze geestelijk leidsmannen ook nu nog de gave van de onderscheiding te bezitten.[262]
- Een onafhankelijk geestelijk adviesbureau, dat onder andere kloosterweekenden organiseert, waardeert de methode zeer.[263]
- In het kader van de moraal en de ethiek, zowel in het algemeen[264] als bij existentiële medische beslissingen[265] en sociaal-ethische vraagstukken,[266] komt het begrip weer om de hoek kijken.

## Christelijke methoden van onderscheiding

#### Persoonlijke onderscheiding
Het vermogen tot onderscheiding der geesten is nuttig voor iedereen in alle omstandigheden, maar vooral bij het vinden van Gods wil en het maken van de juiste keuzen. Individuele beslissingen kunnen worden voorbereid door het 'bidden in tweeën', waarbij men zich telkens, evt. met behulp van een toepasselijke Bijbeltekst in de Lectio divina, een bepaalde tijd in een van de alternatieven inleeft en doet alsof de keuze hierop valt. Na zo'n poging schrijft men op wat men voor Jezus voelt. Als men aan het eind van verschillende inleefpogingen gekomen is, vergelijkt men de uitwerkingen ervan. Waar Jezus het meest wordt bemind en de relatie met Hem het sterkst gevoeld wordt, is de Heilige Geest aan het werk, en is dat dus de te kiezen optie. Meer seculier is het onderscheidend criterium waar je je het meest authentiek jezelf voelt. Deze wijze van onderscheiding is bv. geschikt bij het zoeken naar zijn of haar roeping voor het huwelijk, het priesterschap en het religieuze leven, hoewel uiteraard anderzijds de bisschoppen en rectoren van seminaries en de oversten van religieuze gemeenschappen die roeping op hun beurt moeten onderscheiden.

#### Groepsbeslissingen in relaties, religieuze gemeenschappen en bestuurlijke gremia
De vooronderstelling van de gemeenschappelijke onderscheiding der geesten is, dat de Heilige Geest en de goede geesten in alle leden van de groep samenwerken om zo harmonie en consistentie in het doelgericht groepsgedrag te veroorzaken. Daarom kunnen mensen ook met z'n tweeën (in een relatie!), in gezinnen en alle mogelijke vormen van (religieuze) gemeenschappen of in politieke of bestuurlijke gremia proberen om samen de geesten te onderscheiden om zo tot goede beslissingen te komen.
Deze methode is uitermate geschikt gebleken in keuzeprocessen bij religieuze gemeenschappen en in de procedures naar samenwerkingsverbanden van parochies, waar in crisistijden blokvorming werd vermeden en constructieve oplossingen werden gevonden. Er zijn teams die zich aanbieden bij deze onderscheiding dienstbaar te zijn. Ook wordt er de suggestie gedaan dat er nieuwe wegen in de theologie gevonden kunnen worden door gemeenschappelijke theologisch-spirituele onderscheiding, zoals er ook in de natuurwetenschap door groepsinspanningen nieuwe research-programmes (Imre Lakatos) kunnen worden opgezet en ontdekkingen gedaan.

## Onderscheiding der geesten in andere godsdiensten
Vrijwel alle godsdiensten kennen geestelijke wezens die zich in onze wereld manifesteren via dromen, mystieke ervaringen, profetieën, orakels, bezetenheid, etc. Hun signalen moeten worden herkend en de bron ervan moet worden beoordeeld, om zeker te zijn van de waarheid van de boodschap. Hoewel de specifieke term Onderscheiding der geesten niet voorkomt, zijn hiertoe in de verschillende religies vergelijkbare criteria ontwikkeld, die vaak hun plaats hebben in de traditionele geneeswijzen.

#### Animisme
Uiteraard zijn animistische godsdiensten overtuigd van het overal aanwezig zijn van geesten, die bedreigend of gunstig gestemd kunnen zijn. M.n. tijdens ceremonies kan men zich door een of meerdere geesten laten bezitten, waarbij de onderscheiding uiteraard van groot belang is.

#### Hindoeïsme
In de Bhagavad Gita, onderdeel van de Mahabharata (4e eeuw) leert Prins Arjuna de onderscheiding van Krishna. De laatste leert hem dat als een persoon alles wat in hem of buiten hem gebeurt waarneemt en onderscheidt, en zo geleid wordt van een staat van maya (illusie) naar het volmaakt begrip van satyasya atyam (de echte werkelijkheid) en vervolgens onthecht naar het goede handelt, hij sthithaprajna (gelijkmoedigheid) en samadhi (de diepste vorm van meditatie) bereikt. In het beroemde gedicht Viveka Chudamani, toegeschreven aan Adi Shankara (8e eeuw), waarin de Advaita Vedanta filosofie wordt beschreven, wordt als belangrijkste taak van het geestelijk leven het ontwikkelen van de onderscheidingszin, Viveka, gezien. Dit vermogen is het kroonjuweel van de essentiële voorwaarden voor het kunnen onderscheiden tussen dat wat echt (onveranderlijk, eeuwig) en onecht (veranderlijk, tijdelijk), Prakriti en Atman is, wat een wezenlijk inzicht is voor Moksha, de bevrijding van de cyclus van dood en wedergeboorte. Volgens de Yogasoetra's leiden de acht stappen van de Ashtanga vinyasa yoga tot het verkrijgen van deze onderscheidingszin. Overigens wordt door de International Society for Krishna Consciousness aandacht gegeven aan de christelijke methoden van onderscheiding der geesten.

#### Boeddhisme
Prajna is, na Sila (deugd) en Samadhi (meditatie), de derde oefening in het boeddhisme en is onderscheiding, inzicht, wijsheid, verlichting. Deze wijsheid zal volgens de boeddhistische leer in iemands geest opwellen als ze puur is en kalm. Ook kent deze religie vipasyana, het ware inzicht in de werkelijkheid, waarbij projecties worden doorzien en losgelaten. Er bestaat een aanwijsbare gelijkenis tussen de beschrijving van het proces van verzoeking bij de woestijnvaders en die van de Boeddhistische monniken. Naast een vergelijkbare demonologie, is er een constructieve dialoog mogelijk tussen het boeddhisme en theologie van de Heilige Geest, althans volgens Amos Yong. Rose Mary Dougherty, ziet overeenkomsten tussen de manier waarop christelijke en boeddhistische onderscheiding werkt.

Het Staatsorakel van Tibet maakt ook gebruik van geesten en bezien moet worden of deze geesten en de doorgevers ervan betrouwbaar zijn. Zo is er een test van de 5e Dalai Lama, die voor deze onderscheiding gebruikt wordt.

#### Antieke religies
Het Orakel van Delphi wordt wel gezien als een speciaal geval van bezetenheid door geesten of godheden. Cicero (106-43 v.Chr.) stelt in zijn De divinatione, I,19 dat de geest van het orakel lang vóór zijn tijd wel, en in zijn tijd niet meer betrouwbaar was, aan de hand van het criterium of de voorspellingen uitkomen of niet: 

"Het Orakel van Delphi zou nooit zo vaak zijn bezocht, zo beroemd zijn, en zo vol staan met giften van volken en koningen van elke natie, als niet alle tijden de waarheid van de profetieën hadden getest. Voor een lange tijd is dat echter niet meer het geval. Daarom, zoals haar glorie nu is verdwenen doordat het niet meer bekend is omwille van de waarheid van haar voorspellingen, zo zou het vroeger nooit zo'n verheven reputatie hebben kunnen hebben, als het niet tot in de hoogste graad betrouwbaar was."

Ook Plutarchus (46-120 n.Chr.) vraagt zich in zijn De defectu oraculorum af waarom de orakels in zijn tijd niet meer werken. De Neoplatoonse filosoof Iamblichus (250-330) kent de mogelijkheid dat bij de orakels hoogmoedige en arrogante leugengeesten de ware, hogere geesten vervangen. Eenzelfde opvatting kent Proclus (411-485), die stelt dat voorafgaande aan de ontmoeting met de hogere geesten, de lagere proberen je af te leiden. Ook het Antieke Egypte kende het onderscheid en de onderscheiding tussen goede en kwade geesten.

#### Jodendom
In de heilige boeken zien we profeten optreden, die niet altijd door de koningen en/of de bevolking als zodanig worden herkend of erkend. De behoefte aan onderscheiding tussen ware en valse profeten is continu aanwezig. Een van de criteria is de waarachtigheid van de voorspellingen (Deut. 18:21-22). Een ander blijkt na afloop van de strijd van de profeet Elia met de profeten van Baäl (I Kon. 18): alleen de echte God is in staat het offer te accepteren.

Joodse exorcismen veronderstellen onderscheiding van goede en kwade geesten; slechts de laatsten moeten worden uitgedreven. De bezetenheid van koning Saul in Sam. 16,14-23 is in de Joodse geschriften wel de eerst genoemde vorm van onder controle staan van een geest. In het boek Tobit wordt Sara, de vrouw van de zoon van Tobit, Tobias, bevrijd van haar boze plaaggeest Asmodeüs (Tobit, 8).
Onder de geschriften van Qumran zijn er teksten over de invloed van goede en kwade geesten, die de innerlijke onderscheiding aan de orde stellen.
Bij Flavius Josephus (37-100) vinden we voor het eerst in het Jodendom de uitdrukking demonische bezetenheid. Volgens het Testament van Salomon, een geschrift van de 15e-16e eeuw, kon koning Salomo de kwade geesten beheersen. In de middeleeuwen komen er exorcismen voor, en was men zich bewust van het verband tussen de begrafenisrituelen en mogelijke bezetenheid. Vanaf de 17e eeuw wordt gesproken over de bezetenheid door een dybbuk, een ziel van een gestorvene.

#### Islam
De Islam kent de Jinn, geesten die de mensen kunnen beïnvloeden. en dus bestaat er de noodzaak hen te onderscheiden, zoals in dromen. Voor Moslims is zowel de Torah als de Koran zelf Furquan, d.w.z. de onderscheiding, oftewel het onderscheidende criterium. Daarnaast kent men de termen huda en dalal, resp. leiden en misleiden, waarbij God zelf degene is die leidt, maar aan mensen de keus tussen goed en kwaad voorhoudt.
De  Soefi's kennen Basira en Firasa (Inzicht en Onderscheiding), waarbij ze de diepere, spirituele realiteit waarnemen, en voorafgaand aan hun daden de uitkomst ervan kennen.

## Seculiere vormen van onderscheiding

#### In de psychologie en psychiatrie
- Het onderwerp krijgt in toenemende mate aandacht.[318]
- Men probeert duidelijkheid te krijgen ten aanzien van de differentiaaldiagnose tussen specifiek psychiatrische ziektebeelden en de spirituele onderscheiding der geesten,[319] om vandaar uit ook samen te werken tussen de psychiatrie en het bevrijdingspastoraat.[320]
- Sommigen proberen de onderscheiding der geesten te vervangen door jungiaanse analyse.[321]
- Anderen herleiden de onderscheiding der geesten tot moraalpsychologische regels.[322]
- Ook wordt de troost en troosteloosheid wel gezien als een geïnternaliseerde stem van de heersende sociale orde.[323]
- In de psychologie van het keuze-maken wordt er aandacht besteed aan gevoelens en onderscheiding.[324]
- In Psychologische interventies en Counseling kan het Christelijk erfgoed van de onderscheiding een hulp bieden:[325]
- Analoog aan de onderscheiding der geesten, diagnosticeert de cognitieve gedragstherapie de denkschema's van mensen en de uitwerking ervan op de gevoelens.[326] Door het veranderen van de wijze van denken, probeert men gevoelsbeheersing en succesvolle gedragspatronen te bereiken[327]
- Het begrip flow van Mihály Csíkszentmihályi is verwant aan het begrip troost, dat zo'n prominente rol speelt in de onderscheiding der geesten. Daar waar het stroomt, waar het leven voelbaar wordt, is de grootste creativiteit en het grootste uithoudingsvermogen.[328]
- Martin Seligman met zijn positieve psychologie[329] sluit hierbij aan.
- In neurofeedback wordt men zich bewust van de effecten van bepaalde situaties en gedachten op het gevoelsleven.[330]
- In sommige abdijen probeert men vanuit de combinatie van spiritualiteit en psychologie meer seculiere vormen van onderscheiding aan te bieden.[331]

#### In de filosofie
- Socrates (469-399) heeft in zijn leven de stem van zijn daimon onderscheiden van vele andere indrukken, en was hiermee een beoefenaar van de kunst van het onderscheiden van geesten.[332]
- Blaise Pascal (1623-1662) stelde dat het hart redenen heeft die de rede niet kent.[333]
- Men probeert de Ignatiaanse onderscheiding ook wel filosofisch te analyseren.[334]
- Het kritische zelfbewustzijn zou men in een bepaalde vorm een moderne vorm van onderscheiding der geesten kunnen noemen.[335]
- Filosofische reflectie op religieuze onderscheiding is mogelijk.[336]
- Men spreekt wel over de onderscheiding van de geesten van de modernen en postmodernen.[337]
- In de filosofische theologie van bv. Ian Ramsey (1915-1972), Paul van Buren (1924-1998) en Alan Richardson (1905-1995) spreekt men vaker van "onderscheidings situaties", waarbij zowel de onderscheiding van Gods stem, als het existentiële antwoord van belang zijn.[338]

#### In de sociologie
- De gemeenschap blijkt een belangrijke rol te spelen in het al of niet als heilig interpreteren van bepaald gedrag.[339]
- De sociologie van de wetenschap blijkt doordrongen te zijn van de noodzaak van het gemeenschappelijk onderscheidingsproces.[340]
- De vorming van sociale entiteiten vergt processen van oordeelsvorming en beslismomenten die veeleer dynamisch, polair en ritmisch zijn dan lineair.[341]

#### In opvoeding en onderwijs
- Belangrijk is dat (jonge) vrouwen de verleidingen van de wereld leren herkennen en weerstaan.[342]
- Er zijn leraren die hun leerlingen aanbevelen te reflecteren op de uitwerkingen van hun keuzen en handelingen in hun gevoels- en sociale leven, waardoor ze beter voorbereid zijn op het maken van de juiste keuzes in vergelijkbare situaties.[343]

#### In de taal en letterkunde
- In de poëzie vinden we het begrip van het geweten, d.w.z. de plaats waar we de invloed van de geesten ervaren, aangeduid als een kompas. Zo kunnen we het gedicht van Ida Gerhardt (1905-1997) Reiskameraad (uit: 'De adelaarsvarens', 1988) interpreteren: het gevonden kompas Boreas is de gave van de Stem van God in het diepst van ons hart om de weg te vinden in het leven.[344]

#### In het bedrijfsleven
- Het begrip innerlijk kompas is actueel. Er wordt mee bedoeld dat men als leidinggevende dicht bij zichzelf moet blijven, authentiek is. Dit kompas vindt men door te reflecteren op de belangrijke momenten in het leven, waar men geraakt werd en men zich op zijn best voelde. Dat gevoel proberen vast te houden, door je denken en doen daarop af te stemmen is het kompas volgen.[345]
- In leiderschapstheorie krijgt onderscheiding een toenemende plaats toegedicht.[346]

#### In de esoterie
- Emanuel Swedenborg (1688-1772) geeft aan dat het nodig is de geesten te onderscheiden.[347]
- Hans C. Moolenburgh (1925-2018), die boeken heeft geschreven over engelen,[348] zegt dat in het huidig tijdgewricht de gave van de onderscheiding der geesten de allerbelangrijkste gave is.[349]
- Shamanen zien de onderscheiding als fundamenteel voor hun werk.[350]
- In kringen van mensen die claimen contacten te hebben met buitenaardse wezens wordt eveneens gesproken over goede en kwade geesten, die onderscheiden moeten worden.[351]
- De Findhorn Community in Schotland neemt beslissingen door gezamenlijk af te stemmen op de goddelijke sfeer.[352]
- Er wordt de noodzaak gezien om de verschillende manifestaties van de New Age beweging te onderscheiden, zoals door pater drs. J.M. Touw O.S.B., die verschillende criteria aanreikt.[353]

### Algemene literatuur
- Evan B. Howard, "Discernment: A Select Bibliography"

### Katholiek

#### Onderscheiding der geesten
- Emiliano Antenucci, L'arte del discernimento. Bussola per navigare nella vita di ogni giorno, Cantalupa, Torino: Effatà Editrice, 2018
- Philippe Auzenet, Le petit guide du discernement, Éditions Premier Partie, 2010
- Hans Urs von Balthasar, "Reflections on the discernment of spirits", in: Communio: International Catholic Review 7(1980), p. 196–208
- Ludovic-Marie Barrielle, Rules for Discerning the Spirits, Kansas City, MO: Angelus Press, 1995
- Enzo Bianchi, L'arte di scegliere. Il discernimento, Milano: Edizioni San Paulo, 2018
- Jean-René Bouchet, "De onderscheiding der geesten", in: Concilium, 15(1979)8, p. 105–109
- Hans Buob, Die Gabe der Unterscheidung der Geister, Fremdingen: Unio Verlag, 2006
- Mariette Canévet, "Sens spirituel", in: Dictionnaire de spiritualité. Ascétique et mystique. Doctrine et histoire, Paris: Beauchesne, 1932-1995, vol. xiv (1990), p. 598–617.
- Mariette Canévet, Le discernement spirituel à travers les âges, Paris: Cerf, 2014
- Par Un Chartreuze, Le Discernement des Esprits, Paris: Presses de la Renaissance, 2003
- Maureen Conroy, The Discerning Heart. Discovering a Personal God, Chicago: Loyola Press, 1993
- Paul Deselaers, "'Prüft die Geister, ob sie aus Gott sind' (I Joh. 4,1). Spiritualität als Bemühung zur Unterscheidung der Geister", in: Jahrbuch für Biblische Theologie bnd 24(2009): Heiliger Geist, p. 341–368
- Casiano Floristán, Christian Duquoc, red., Discernment of the Spirit and Spirits (Concilium), New York: Seabury, 1979
- François Frangipane, Le discernement des Esprits, Mâcon: Oberlin, 1998
- Mary Margareth Funk, Discerment Matters. Listening with the Ear of the Heart, Collegeville, Minnesotta: Liturgical press, 2013
- Paul L. Gavrilyuk, Sarah Coakley, red., The Spiritual Senses: Perceiving God in Western Christianity, Cambridge: Cambridge University Press, 2011
- Donald Gelpi, Discerning the Spirit: Foundations and Futures of Religious Life, New York: Sheed and Ward, 1970
- Bertrand Georges, Faire les Bons Choix au bon moment. Discerner, choisir, décider dans l'Esprit Saint, Burtin: Éditions des Béatitudes, 2007
- Manuel Ruiz Jurado, Il discernimento spirituale. Teologia, storia, pratica, Milano: Sn Paulo, 1997
- P.S. Kaene, "Discernment of Spirits. A Theological Reflection", in: American Ecclesiastical Review 168(1974), p. 43–61
- Morton Kelsey, Discernment: A Study in Ecstasy and Evil, New York: Paulist Press, 1978; Duits: vert. Bernhard Wolf, Trance, Ekstase und Dämonen. Zur Unterscheidung der Geister, München: Claudius, 1994
- A.T. Khoury, red., Zur Unterscheidung der Geister, Altenberg, 1994
- Thierry Kopp, Le discernément des esprits (= Manuel de déliverance, tome 4), Harvest Ministries, 2015
- E.E. Larkin, Silent presence: discernment as process and problem, Denville, N.J., Dimension Books, 1981
- David Lonsdale, Thomas Green, Listening to the Music of the Spirit: The Art of Discernment, Notre Dame, IN: Ave Maria Press, 1993
- Philippe Madre, Discernément des esprits, Nouan-le-Fuzelier-Paris: Pneumathèque, 1992
- Edward Malatesta, red., Discernment of Spirits, Collegeville, MN: Liturgical Press, 1970 (Vertaling, door Innocentia Richards, van artikelen van Jacques Guillet, Gustav Bardy, François Vandenbroucke, Joseph Pegon en Henri Martin in: Dictionnaire de Spiritualité Ascetique et Mystique, Paris: Beauchesne, 1932-95, vol. III, koll. 1222-1291)
- Armando Matteo, red., Il discernimento. "Questo Tempo non sapete valutarlo? (Lc 12,56)", Roma: Urbaniana University Press, 2018
- Paul-Marie M'BA, Discerner les Stratégies Diaboliques et Triompher de la Sorcellerie, Editions Bénédictines, 2017
- Mark McIntosh, Discernment and Truth. The Spirituality and Theology of Knowledge, New York: Crossroad Publishing, 2004
- Joan Mueller, Faithful Listening: Discernment in Everyday Life, Lanham, Maryland: Sheed and Ward, 1996
- Jorg Müller, Zur Unterscheidung der Geister: Wege zum geistlichen Leben, Stuttgart: Steinkopf, 1995
- Henri J. M. Nouwen, Discernment: Reading the Signs of Daily Life, New York: Harper Collins, 2013
- Henri J. M. Nouwen, Michael J. Christensen, Spiritual Formation: Following the Movements of the Spirit, New York: HarperOne, 2010
- Jacques Philippe, In de school van de Heilige Geest, Kampen: Kok, 1998
- Idem, Innerlijke rust als weg naar God, Kampen: Kok, 1999
- Christian Poirier, L'art du discernement des esprits dans la vie chrétienne, Paris: Salvator, 2015
- Susan Rakoczy, The Structures of Discernment processes and the Meaning of Discernment Language in Published U.S. Catholic Literature, 1965-1978: An Analysis, Ph.D. diss., Washington, DC: The Catholic University of America, 1980
- Francesco Rossi de Gasperis, Ignace de la Potterie, et al., Il Discernimento Spirituale del Cristiano Oggi, Rome: Fies, 1984
- Marko Ivan Rupnik, Il discernimento, 2 dln., Roma: Lipa, 2001
- Idem, Discernment. Acquiring the Heart of God, Boston: Pauline Books, 2006
- Casiano Floristán Samanes, Christian Duquoc, red., Discernment of the Spirit and of Spirits, Seabury Press, 1977
- Pietro Schiavone, Discernere la volontà di Dio. Finalità e dinamiche, Milano: Pauline, 2018
- Marianne Schlosser, Die Gabe der Unterscheidung. Texte aus zwei Jahrtausenden, Würzburg: Echter, 2008
- Nikolaas Sintobin, Leven met Ignatius. Op het kompas van de vreugde, Zoetermeer: Meinema, Averbode, 2016, ISBN 978 90 211 43811
- Nikolaas Sintobin, Vertrouw op je gevoel. Keuzes leren maken met Ignatius van Loyola, Kokboekencentrum, 2021
- Nikolaas Sintobin, Op het kompas van de vreugde. Ignatius van Loyola als levensgids, Kokboekencentrum, 2024
- Carol Ann Smith, Eugene Merz, Joanne Emmer, Finding God in Each Moment: The Practice of Discernment in Everyday Life, Notre Dame, Ind.: Ave Maria Press, 2006
- Günter Sweitek, "Discretio spirituum. Ein Beitrag zur Geschichte der Spiritualität", in: Theologie und Philosophie 47(1972), p. 36–76
- Günter Sweitek, "Unterscheidung der Geister. Biblische Grundlage und geschichtliche Entwicklung", in: Ordenskorrespondenz 18(1977), p. 59–70
- jean-Christophe Thibaut, Libère-Nous de Mal. Guide de Discernement et Chemins de Délivrance des Phénomènes Diaboliques, Paris: Artège, 2020
- Kees Waaijman, "Discernment: Its History and Meaning", in: Studies in Spirituality 7(1997), p. 5–41
- Kees Waaijman, "Discernment and biblical spirituality: an overview and evaluation of recent research", in: Acta Theologica 33(2013) Suppl. 17, p. 1–12
- Heinrich Weinel, Die Wirkungen des Geistes und der Geister im nachapostolischen Zeitalter bis auf Irenäus, Charleston, SC: BiblioBazaar, 2009
- Josef Weismayer, Zur Geschichte und Theologie der Unterscheidung der Geister, in: Adel Th. Khoury, red., Zur Unterscheidung der Geister, Altenberge, 1994, p. 30–72

#### Geestelijke begeleiding
- Lytta Basset, red., S'initier à L'accompagnement Spirituel. Treize Expériences en Milieu Professionnel, Genève: Labor et Fides, 2013
- M. Catto, I Gagliardi, R.M. Parrinello, Direzione spirituale tra Ortodossia ed eresia. Dalle scuole filosofiche antiche al Novecento, Brescia: Morcelliana, 2002
- Père Didier-Marie, La relation d'accompagnement, Burtin: Éditions des Béatitudes, 1999
- Francisco Fernández-Carvajal, Zin en praktijk van de Geestelijke Leiding, Utrecht: De Boog, 2012
- David Fleming, red., The Christian Ministry of Spiritual Direction, St. Louis, MO: Review for Religious, 1996
- Raimondo Frattallone, Direzione Spirituale. Un cammino verso la pienezza della vita in Cristo, Roma: Las, 2006
- Pierre Guérin, Traité de la Direction spirituelle. Le dévot consultant, Burtin: Éditions du Lion de Juda, 1992
- Max Huot de Longchamp, Le prètre. Maître spirituel, Centre Saint Jean de la Croix, Oraison 45 I: Le Prêtre, maître spirituel; II-III: Bulletins 57-78 (febr. 2004- nov. 2005)
- André Louf, De genade kan meer. Spiritualiteit van de geestelijke begeleiding, Tielt: Lannoo, 2003
- Marit Monteiro, Peter Nissen, Judith de Raat, red., Steun en toeverlaat. Historische Aspecten van Geestelijke begeleiding, Hilversum: Verloren, 1999
- Len Sperry, Transforming Self and Community. Revisioning Pastoral Counseling and Spiritual Direction, Collevill, Minnesota: The Liturgical Press, 2002
- Jean-Pierre Putois, Éloge de la direction spirituelle, sous forme d'anthologie, Paris: Éditions Lethielleux, 2017
- Bernardo Olivera, Licht op mijn pad. Over geestelijke begeleiding, Averbode: Altiora, 2008

### Protestants/evangelicaal
- Susan Banks, Discernment - God's Inner Guidance to All Believers, Kirkwood, MO: Impact Christian Books, 2013
- Erik A. de Boer, "Dienst aan het levende Woord. Over de gaven van profetie en onderscheiding van geesten", in: H. ten Brinke – J.W. Maris, red., Geestrijk leven, Barneveld: De Vuurbaak, 2006, p. 219–236.
- Ingeborg Bertau, Unterscheidung der Geister: Studien zur theologischen Semantik der gotischen Paulusbriefe (Erlanger Studien 72), Erlangen: Palm und Enke, 1987
- Tim Chalies, The Discipline of Spiritual Discernment, Wheaton, Ill.: Crossway Books, 2007
- Simon Chang, Spiritual Theology: A Systematic Study of the Christian Life, Downers Grove, IL: InterVarsity Press, 1998, hfdst 11: "The Discernment of Spirits"
- Victoria Curtis, Guidelines for Communal Discernment, Louisville, KY: Presbyterian Church (U.S.A.), z.j. (https://web.archive.org/web/20210507001919/https://www.macucc.org/files/files/documentsnews/discernment-guidelines.pdf)
- Michael French, Unterscheidung der Geister anhand der Apokalypse des Johannes, Schaffhausen: Novalis, 2004
- Frank Hammond, The Discerning of Spirits, Kirkwood, MO: Impact Christian Books, 2014
- Luke Timothy Johnson, Scripture & Discernment: Decision Making in the Church, Nashville, TN: Abingdon Press, 1996
- Hansjürgen Knoche, Unterscheidung der Geister: Einheit braucht Wahrheit. Wider die "Differenz-Oecumene" in Deutschland, Norderstedt: Books on Demand, 2009.
- Cees van der Kooi, "The Appeal to the Inner Testimony of the Spirit, especially in Herman Bavinck", in: Journal of Reformed Theology 2(2008), p. 103–112.
- Roberts Liardon, Sharpen your Discernment, New Kensington, Penn.: Whitaker House, 2004
- Elizabeth Liebert, The Way of Discernment: Spiritual Practices for Decision Making, Louisville, Kentucky: Westminster John Knox Press, 2008
- Watchman Nee, Spiritual Discernment, New York: Christian Fellowship Publishers, 2010
- Loek J. Oudeman, Charisma van onderscheiding der geesten, Nijmegen, Kath. Univ., Diss., 1987
- Gary H. Patterson, Guidelines for Spiritual Discernment. Discovering the Key to Correctly Perceiving and Relating to God and Man, Maitland, FL: Xulon Press, 2003
- Mart-Jan Paul, red., Geestelijke strijd. Demonie en bevrijding in christelijk perspectief, Zoetermeer: Boekencentrum, 2007
- Eric Pement, red., Contend For the Faith: Collected Papers of the Rockford Conference on Discernment and Evangelism, Chicago: Evangelical Ministries to New Religions, 1992
- Derek Prince, Protection from Deception, Charlotte, NC: Derek Prince Ministries, 2008
- Eduard Schweizer, On distinguishing between spirits, in: The Oecumenical Review 41(1989), p. 406–415
- Gordon T. Smith, The Voice of Jesus. Discernment, Prayer and the Witness of the Spirit, Westmont, Ill.: Intervarsity Press, 2003
- Pieter G.R. de Villiers, "Communal discernment in the early church", in: Acta theologica 33(2013) suppl.17, pp. (http://www.scielo.org.za/scielo.php?script=sci_arttext&pid=S1015-87582013000300008)
- Bruce K. Waltke, Finding the Will of God. A Pagan Notion?, Grand Rapids, Mich.: Eerdmans, 2002
- Amos Yong, Discerning the Spirit(s). A Pentecostal-Charismatic Contribution to Christian Theology of Religions, Sheffield: Sheffield Academic Press, 2000
- Amos Yong, Spiritual Discernment: A Biblical-Theological Reconsideration,  in: Wonsuk Ma, Robert Menzies, red., The Spirit and Spirituality. Essays in Honor of Russell P. Spittler, London: T&T Clark, 2004, p. 83–107

### Orthodox
- Robert M., Jr. Bowman, Orthodoxy & Heresy: A Biblical Guide to Doctrinal Discernment, Baker Publishing Group, 1992
- John T. Chirban, Sickness or Sin? Spiritual Discernment and Differential Diagnosis, Brookline, MA: Holy Cross Orthodox press, 2004
- Janet Elaine Rutherford, One Hundred Practical Texts of Perception and Spiritual Discernment From Diadochos of Photike (Belfast Byzantine Texts and Translations 8), Belfast: Institute of Byzantine Studies, University of Belfast, 2000
- Spiritual Discernment in the Orthodox Tradition (http://oprelesti.ru/index.php/what-is-spiritual-delusion/256-spiritual-discernment-in-the-orthodox-tradition)

### Ignatius van Loyola
Voor een bibliografie, zie: Studies in the Spirituality of Jesuits 23(1991)3, 1 May 1991
- Ignace de Loyola, Texte autographe des Exercises Spirituels et documents contemporains (1525-1615), Paris: Desclée de Brouwer, 1985
- Ignatius van Loyola, Geestelijke oefeningen, Ingel. en vert. door P. Penning de Vries, Tielt: Lannoo, 1980
- Ignatius van Loyola, De geestelijke oefeningen, Hilversum: Gooi en Sticht, 1994 ISBN 903040745X
- Santiago Arzubialde, S.J., Ejercicios espirituales de S. Ignacio. Historia y Análisis, Mensajero/Sal Terrae, 2009, 2e ed.
- Heinrich Bacht, "Die frühmonastischen Grundlagen ignatianischer Frömmigkeit", in: Friedrich Wulf, red., Ignatius von Loyola. Seine Geistliche Gestalt und sein Vermächtnis 1556-1956, Würzburg: Echter, 1956, p.  223–265
- Leo Bakker, Freiheit und Erfahrung. Redaktionsgeschichtliche Untersuchungen über die Unterscheidung der Geister bei Ignatius von Loyola (Studien zur Theologie des Geistlichen Lebens, 3), Würzburg: Echter Verlag, 1970, 19982
- William Barry, S.J., Toward a Theology of Discernment, in: The Way, Supplement 64 (Spring 1989), p. 129–40
- William Barry, S.J., Ignatius of Loyola's Discernment of Spirits, in: Human Development 11(1990)3, p. 5-11
- J.H.T. van den Berg, De onderscheiding der geesten in de correspondentie van Sint Ignatius van Loyola volgens 'Series prima' van de "Monumenta Ignatiana", Uitg. Canisianum, 1958
- Dominique Bertrand, Le discernément en politique avec Ignace de Loyola, Paris: Cerf, 2007
- Michael J. Buckley, The Structure of the Rules for Discernment of Spirits, in: The Way, supplement 20 (autumn 1973), p. 19-37
- J. Bots, S.J., red., Het Kompas van het Geweten. Gewetensbeslissingen gespiegeld aan Ignatius' gewetenservaring, Oegstgeest: Colomba, 1991
- Gary Coleman, The Discernment of Spirits, Program to Adapt the Spiritual Exercises, Chicago: Loyola University Press, 1973
- Jörg Dantscher, Auf Gottes Spur kommen. Ignatianische Exerzitien - auch für den Alltag, Ostfildern: Schwabenverlag, 2004
- Adrien Demoustier, Les exercises spirituels de S. Ignace de Loyola. Lecture et pratique d'un texte, Paris: Éditions Facultés Jésuites de Paris, 2006
- Philip Endean, Discerning Behind the Rules: Ignatius’ First Letter to Teresa Rejadell, in: The Way, Supplement, 64(1989), p. 37-50.
- Jacques Fédry, Libre pour se décider. La manière d'Ignace de Loyola, Paris: Vie Chrétienne, 2010
- Miguel Ángel Fiorito, sj, Buscar y hallar la voluntad de Dios. Comentario práctico a los Ejercicios Espirituales de san Ignacio de Loyla,  Mensajero, 2013
- J.C. Futrell, Ignatian Discernment, Thema-nummer Studies in the Spirituality of Jesuits 2(1970)2
- Achille Gagliardi, Sul discernimento degli spiriti. Commento alle regole di sant'Ignazio di Loyola, Roma: Segretariato Nazionale dell'Apostolato della Preghiera, 2018
- Timothy M. Gallagher, The Discernment of Spirits. An Ignatian Guide for Everyday Living, New York: Crossroad Publishing, 2005
- Timothy M. Gallagher, Spiritual Consolation. An Ignatian Guide for the Greater Discernment of Spirits, New York: Crossroad Publishing, 2007
- Timothy M. Gallagher, Discerning the Will of God. An Ignatian Guide to Christian Decision Making, New York: Crossroad Publishing, 2009
- Timothy M. Gallagher, Teaching Discernment. A Pedagogy for Presenting Ignatian Discernment of Spirits, Chestnut Ridge, NY: Crossroads Publishing Company, 2020
- Donald L. Gelpi, SJ, Discerning the spirit: foundations and futures of religious life, Sheed and Ward, 1970
- Maurice Giuliani, L’Expérience des Exercises Spirituels dans la vie, Paris: Desclée de Brouwer, 2003
- Thomas H. Green S. J., Weeds Among the Wheat – Discernment: Where Prayer and Action Meet, Notre Dame, IN: Ave Maria Press, 1984
- Gruppo de Espiritualidad Ignaciana, red., Escritos esenciales de los primeros Jesuitas. De Ignacio a Ribadeneira, Madrid: Universidad Pontificia Comillas, 2017
- Jacques Haers, Hans van Leeuwen, Mark Rotsaert, Mary Blickman, The Lord of Friendship: Friendship, Discernment and Mission in Ignatian Spirituality, Oxford [U.K.]: Way Books, 2011
- Albert Keller, Vom guten Handeln: In Freiheit die Geister unterscheiden (Ignatianische Impulse, 45), Würzburg: Echter, 2010
- Albert Keller, Zur „Unterscheidung der Geister“ in den ignatianischen Exerzitien, in: Geist und Leben 51(1978), p. 38–54
- Stefan Kiechle, The Art of Discernment. Making Good Decisions in your World of choices, Notre Dame, Ind.: Ave Maria Press, 2005
- Paul Christian Kiti, Dynamics of the Spiritual Exercises: African Perspectives, Paulines Publications Africa, 2005
- Gordon James Klingenschmitt, How to See the Holy Spirit, Angels, and Demons: Ignatius of Loyola on the Gift of Discerning of Spirits in Church Ethics, Eugene, OR: Wipf and Stock, 2013
- Willi Lambert, Diskrete Liebe: zur Unterscheidung der Geister, in: Korrespondenz zur Spiritualität der Exerzitien 45(1995), p. 3–114
- David Lonsdale, Dance to the Music of the Spirit: The Art of Discernment, London: Darton, Longman and Todd, 1992
- Robert Marsh, Instemming en afwijzing, in: Cardoner (2007)2, p. 80-96
- Franz Meures,S.J., Was heißt Unterscheidung der Geister?, in: Ordenskorrespondenz 31(1990), p. 272-291.
- Jorg Müller, Zur Unterscheidung der Geister. Wege zum geistlichen Leben, Steinkopf, 2003³
- Marjorie O'Rourke Boyle, Angels black and white: Loyola's spiritual discernment in historical perspective, in: Theological Studies 44(1983), p. 241-257
- Piet Penning de Vries, S.J., Ignatius en het onderscheiden van de geesten, Amsterdam/Tielt: Lannoo, 1979
- Hugo Rahner, Ignatius von Loyola und das Geistesgeschichtliches Werden seiner Frömmigkeit, Graz, Salzburg, Wien, 1947
- Hugo Rahner, Werdet kundige Geldwechsler. Zur Lehre von der Unterscheidung der Geister, in: Friedrich Wulf, red., Ignatius von Loyola. Seine Geistliche Gestalt und sein Vermächtnis 1556-1956, Würzburg: Echter, 1956, p. 301–342
- Karl Rahner, Die Ignatianischen Logik der existentiellen Erkenntniss. Ueber einige theologische Probleme in den Wahlregeln der Exerzitien des heiligen Ignatius, in: Friedrich Wulf, red., Ignatius von Loyola. Seine Geistliche Gestalt und sein Vermächtnis 1556-1956, Würzburg: Echter, 1956, p. 348–405
- Sylvie Robert, Une autre connaissance de Dieu. Le discernément chez Ignace de Loyola, Paris: Édition du Cerf, 1997
- Sylvie Robert, Les Chemins de Dieu avec Ignace de Loyola, Paris: Editions Facultés jésuites de Paris, 2009
- Mark Rotsaert, vert. en toel., Geestelijke onderscheiding bij Ignatius van Loyola, Averbode: Altiora, 2012
- Marjorie O'Rourke Boyle, Angels Black and White. Loyola's Spiritual Discernment in Historical Perspective, in: Theological Studies 44(1983), p. 241–257
- Karlheinz Ruhstorfer, Spiritualität und Rationalität in der Alten Kirche und bei Ignatius von Loyola, in: Theologie und Glaube 92(2002), p. 408 – 428
- L. Rulla, Discernimento degli spiriti e antropologia cristiana, in: Recherches Ignatiennes 5(1978), p. 1–39
- Dominique Salin, Le discernement des esprits selon Ignace de Loyola. Les aléas d'une transmission (XVIè-XXIè siècle), Lessius, 2021
- Michael Schneider, Unterscheidung der Geister: Die ignatianischen Exerzitien in der Deutung von E. Przywara, K. Rahner und G. Fessard (Innsbrucker Theologische Studien), Innsbruck/Wien: Tyrolia Verlag, 19872
- J.R. Sheets, Profile of the Spirit: A Theology of Discernment of Spirits, in: David Fleming, red., Notes on the Spiritual Exercises of St. Ignatius of Loyola. The Best of the Review, St. Louis, MO, Review for Religious, (1983)1, p. 214–225
- Nikolaas Sintobin, Leven met Ignatius. Op het kompas van de vreugde, Zoetermeer: Meinema, Averbode, 2016, ISBN 978 90 211 43811 (tweede druk)
- Nikolaas Sintobin, Vertrouw op je gevoel. Keuzes leren maken met Ignatius van Loyola, Tielt: Lannoo, 2021
- Nikolaas Sintobin, Op het kompas van de vreugde. Ignatius van Loyola als levensgids, Kokboekencentrum, 2024
- Joseph Tetlow, Making Choices in Christ. The Foundations of Ignation Spirituality, Chicago: Loyola Press, 2008
- Mark Thibodeaux, God's Voice Within. The Ignatian Way to Discover God's Will, Chicago: Loyola Press, 2010
- Jules Toner, A Commentary on St. Ignatius of Loyola's Rules for the Discernment of Spirits, St. Louis: The Institute of Jesuit Sources, 1981
- Jules Toner, Discerning God's Will: Ignatius of Loyola's Teaching on Christian Decision Making, St. Louis: The Institute of Jesuit Sources, 1991
- Jules Toner, Spirit of Light or Darkness: A Casebook for Studying Discernment of Spirits, St. Louis: The Institute of Jesuit Sources, 1995
- Jules Toner, What is Your Will, O God? A Casebook for Studying Discernment of God’s Will, St. Louis: The Institute of Jesuit Sources, 1995.
- Willien van Wieringen, De Heilige Geest en de Geestelijke Oefeningen van Ignatius van Loyola. Goede en kwade geesten in een Bijbelse retraite, in: Interpretatie 20(2012)4, p. 40-43
- Pierre Wolff, Discernment. The Art of Choosing Well, Based on Ignatian Spirituality, Liguori Publications, 2003
- Hans Zollner, Trost-Zunahme an Hoffnung, Glaube und Liebe. Zum theologischen Ferment der Ignatianischen "Unterscheidung der Geister", Innsbruck/Wien: Tyrolia, 2004, met recensie door J. Mathew Ashley, in Theological Studies 67(2006)4, p. 917–19.

### Gemeenschappelijke onderscheiding
- Michel Bacq, Jean Charlie et l'équipe ESDAC, Pratique du discernement en commun. Manuel des accompagnateurs, Namur: Fidélité, 2006
- William Barry, Toward communal discernment: Some practical suggestions, in: The Way. Supplement 58(1987)spring, p. 104–112
- V. Curtiss, Guidelines for communal discernment, Louisville, KY: Presbyterian Church U.S.A., 2008
- Rose Mary Dougherty, Group Spiritual Direction: Community for Discernment, New York: Paulist Press, 1995
- Rose Mary Dougherty, The Lived Experience of Group Spiritual Direction, New York: Paulist Press, 2003
- C. Elfond, We discern together: group guidance in the Reformed tradition. Thesis (D Min). Washington, DC: Wesley Theological Seminary, 1999
- Suzanne G. Farnham, Joseph P. Gill, R. Taylor McLean, Listening Hearts: Discerning Call in Community, Morehouse Publishing, 1991
- Suzanne G. Farnham, Stephanie A. Hull, R. Taylor McLean, Grounded in God: Listening Hearts Discernment for Group Deliberations, Morehouse Publishing, 1999
- B. Gallagher & S. Richardson, Communal wisdom: A practical guide for group discernment, Kensington, N.S.W.: Nelen Yubu Publications, 2009
- Peter-Hans Kolvenbach, „Lettre sur la discernement apostolique en commun”, 5 nov. 1986
- J. B. Libanio, Spiritual Discernment and Politics: Guidelines for Religious Communities, Eugene, Oregon: Wipf and Stock, 2003 (oorspronkelijk Orbis Press, 1977)
- Elizabeth Liebert, The Soul of Discernment: A Spiritual Practice for Communities and Institutions Westminster John Knox Press, 2015
- Katharine Massam, Accountability in Discernment: Our Life and Death is in Our Neighbour, in: Conversations: an ejournal of the Centre for Theology and Ministry 5(2011)1, p. 30–43*
- Mary Benet McKinney, Sharing Wisdom: A Process for Group Decision Making, Allen, Tx: Tabor Publishing, 1987
- Edward Mercieca, "Discernimiento Comunitario", in: J.G. Castro, P. Cebollada; J.C. Coupeau; J. Meloni; D. Molina; R. Zas Fris, red., Diccionario de Espiritualidad Ignaciana (A—F), Bilbao-Santander: Mensajero-Sal Terrae, 2007
- Danny Morris, Charles Olson, Discerning God’s Will Together. A Spiritual Practice for the Church, Nashville, Tenn.: Upper Room, 1997/ Bethesda, MD: The Alban Institute, 1997, met exerpt
- Ladislas Orsy, Probing the Spirit: A Theological Evaluation of Communal Discernment, Denville, NJ: Dimension Books, 1976
- Roy en Robert Oswald, Discerning Your Congregation’s Future: A Strategic and Spiritual Approach, Zonder Plaats: An Alban Institute Publication, 1996.
- K. Sparks, Discerning God’s will in community, Thesis (D Min), Tulsa, OK: Phillips Theological Seminary, 2002
- G. Switek, SJ, Geistliche Unterscheidung in Gemeinschaft. Möglichkeiten und Grenzen, in: Geist und Leben 50(1977), p. 92–105
- Jules Toner, A Method for Communal Discernment of God’s Will, in: Studies in the Spirituality of Jesuits (1971)3/4, p. 121–52.
- J. Randolph Turpin, Shared Discernment: A Workbook for Ministry Planning Teams, CreateSpace Independent Publishing Platform, 2011
- Bernhard Waldmüller, Gemeinsam entscheiden. Ignatianische Impulse, Würzburg: Echter, 2008

## Audio en video
- Timothy Callagher, SJ, Discernment podcasts
- Fr. Timothy Callagher, SJ, Discernment video's
- Rita O’Malley, e.a., Discernment of spirits video
- Kris McGregor, Discerning Hearts
- Samuel Peter Schmitt, Le discernement des esprits
- Derek Prince, Discernment of Spirits
- Paul Ettori, Le discernement des esprits
- Mel Bond, On Discernment of Spirits. You have power in My Name (Interview with Sid Roth)
- Dr. Peter Egger, Die Geister erkennen und unterscheiden
- Die Unterscheidung der Geister mit P. Bernward Deneke FSSP
- Nikolaas Sintobin sj, Video's over onderscheiding van de geesten
- Discernment of Spirits with Fr. Mark Thibodeaux, SJ - MAGISTALK Ep 5 with Dan Finucane & Ian Peoples 28 feb. 2022
- Platform voor ignatiaanse spiritualiteit, Onderscheiding der geesten